# Městský stadion Vysoké Mýto
Městský stadion – wielofunkcyjny stadion w mieście Vysoké Mýto, w Czechach. Obiekt może pomieścić 3000 widzów. Swoje spotkania rozgrywają na nim piłkarze klubu SK Vysoké Mýto.
Po zachodniej stronie stadionu znajduje się zadaszona trybuna główna. Boisko obiektu otoczone jest przez czterotorową (sześciotorową na głównej prostej), tartanową bieżnię lekkoatletyczną o nieregularnym kształcie. 22 maja 1971 roku na stadionie rozegrano jedno spotkanie fazy grupowej Turnieju Juniorów UEFA (Belgia – Walia 1:0).